# Wilhelm Malte II
Wilhelm Carl Gustav Malte, Reichsgraf von Wylich und Lottum, född 16 april 1833 i Neapel, död 18 april 1907 i Pegli, Genua, var en tysk furste av ätten Kleve av Wylich und Lottum. Efter att ätten Putbus utslocknat efter Wilhelm Malte I:s död föll furstehuset Putbus på Rügen, i den manliga linjen, på Wilhelm och han blev dess arvinge och upphöjdes 1861 till preussisk furstestatus som Wilhelm Malte II, furste och herre av Putbus.

## Biografi
Han var andre son till Greve Hermann Friedrich von Wylich och Lottum (1796–1849) och hans hustru Clothilde, född Grevinnan zu Putbus (1809–1894). Hans farfar var den preussiske Generalen och Finansministern Greve Carl-Henrik von Wylich und Lottum, hans morfar var Furste Wilhelm Malte I av Putbus, Generalguvernör i Svenska Pommern och sedan 1817 i Preussen-Vorpommern.
Efter Wilhelm Malte I:s död den 26 september 1854 ärvde hans hustru furstinnan Luise, frånskild Grevinna av Veltheim, född Freiin von Lauterbach, Majorat som förarvinge. Fursteparets ende son, Greve Malte (1807–1837), hade dött ogift och utan legitim arvinge (hans oäkta son hade inte rätt att ärva). När furstinnan Luise dog den 27 september 1860 ärvde Wilhelm Carl Gustav Malte, den andra sonen till Clothilde, fursteparets äldsta dotter, arvet.
På uttrycklig begäran av Furste Wilhelm Malte I hade det svenska dokumentet om hans upphöjelse till furste 1807 föreskrivit att endast de direkta manliga efterträdarna skulle ha rätt till furstetiteln. År 1817 hade Kung Fredrik Vilhelm III bekräftat furstestatusen även för Preussen. Därför upphöjde den preussiske Kungen Vilhelm I i mars 1861, i strid med svenska bestämmelser, sin sonson Wilhelm Malte, Greve von Wylich och Lottum till preussisk furstestatus med titeln Furste och herre av Putbus. Wilhelm Malte II var medlem av preussiska överhuset, fram till 1888 Obersttruchseß, samt ärftlig lantmarskalk i furstendömet Rügen och landet Barth. Som furste av Putbus hade han rätt till en viril röst, han var medlem av provinsförsamlingen i provinsen Pommern. Redan under Wilhelm Malte I fanns nära relationer mellan den preussiska kungafamiljen och huset Putbus. Kung Fredrik Vilhelm IV besökte fursteresidenset i Putbus som kronprins 1820, 1825, 1843, 1846 och 1853 som kung. De nära banden mellan Putbus och Berlin stärktes ytterligare under Wilhelm Malte II. År 1860, fortfarande under furstinnan Luises styre, besökte Kronprins Fredrik och hans fru Viktoria Residenzschloss i Putbus. 
Från 1818 till mitten av 19-talet var Lauterbach, ett distrikt i Putbus, trots avståndet till havet, ett lyxbad av adeln. För att göra bostaden ännu mer attraktiv för badgäster beställde Wilhelm Malte II byggandet av en järnvägslinje från Putbus till badorten Binz, som invigdes sommaren 1895. Fyra år senare var hela linjen till Göhren klar.
År 1860 anslöt sig Putbus till Johanniterorden som hedersriddare och blev riddare där 1867; han var medlem av ordens pommerska kooperativ. Furstens omfattande besittning omfattade flera riddargods och gods, några av dem självförvaltade, individuellt också uthyrda, även till Putbus slott tillhörde en tilldelad 732 hektar stor herrgård. 

## Ättlingar

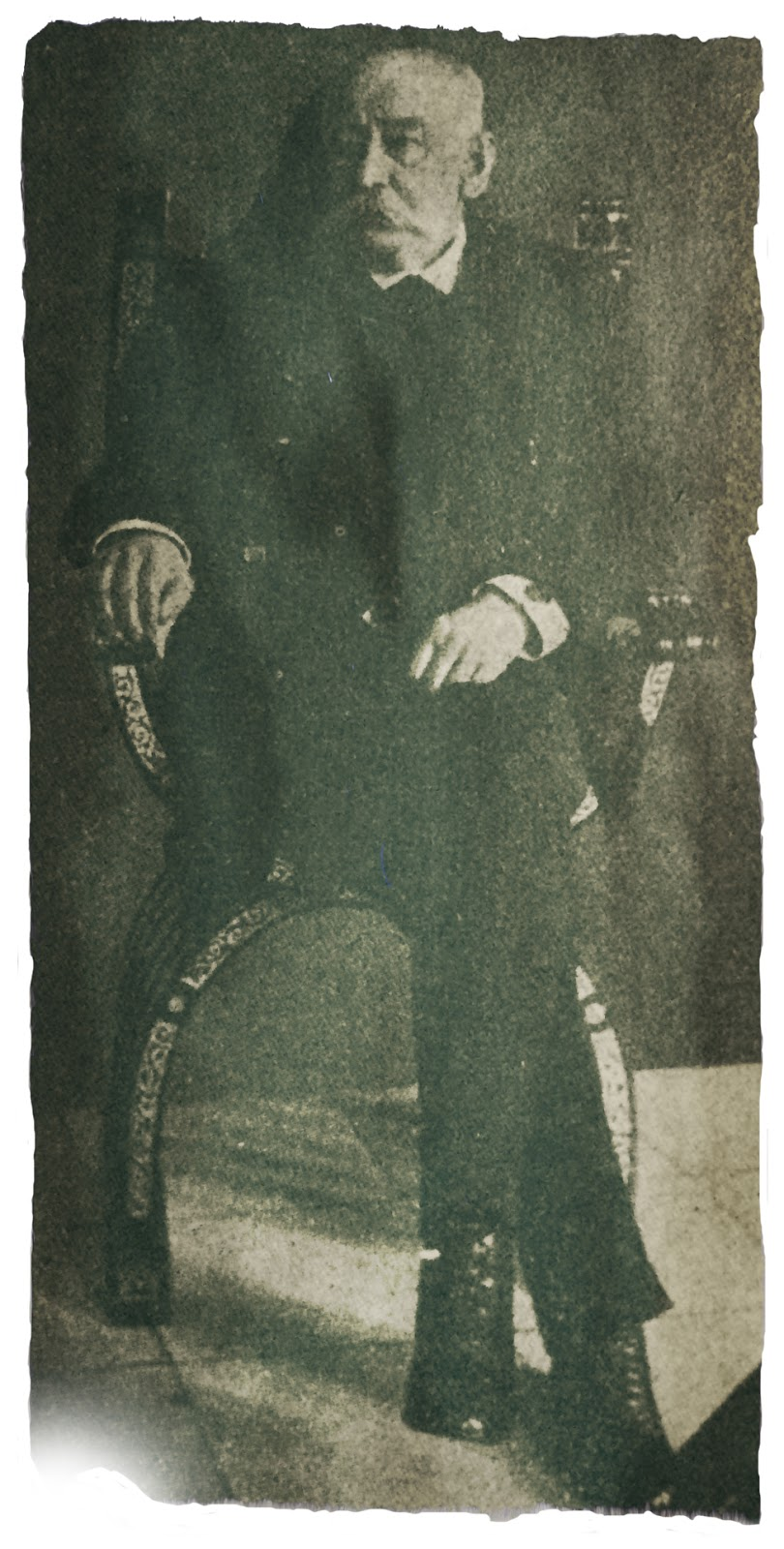
Wilhelm Malte II på Putbus Slott år 1906.

Wilhelm Malte II gifte sig med sin kusin Wanda Maria Freiin von Veltheim-Bartensleben (1837–1867), senare furstinnan Wanda von Putbus, den 1 juli. Döttrarna till det första fursteparet (Wilhelm Malte I och Luise), Clothilde (1809–1894), gift sig med greve Hermann Friedrich von Wylich och Lottum, och Asta Luise (1812–1850), gift sig med Franz von Veltheim (1812–1874), var mödrar till det andra fursteparet. Furstinan Wanda dog den 18 december 1867 i Berlin, sexton dagar efter födelsen av hennes femte dotter Wanda Augusta.
De fick fem döttrar:
- Marie Luise Clotilde Agnes, grevinna av Wylich och Lottum, furstinna av Putbus (1858–1930) ⚭ 1877 Franz von Veltheim (1848–1927)
- Asta Eugenie grevinna av Wylich och Lottum, furstinna av Putbus (1860–1934) ⚭ Karl von Riepenhausen (1852–1929)
- Viktoria Wanda, grevinna av Wylich och Lottum (1861–1933) ⚭ 17 januari 1888 Ludolph Heinrich von Veltheim
- Margarethe Rosa Alma, grevinna av Wylich och Lottum (1864–1948) ⚭ Hans Wurmb von Zinck (1849–1892)
- Wanda Auguste, grevinna av Wylich och Lottum (1867–1930) ⚭ Ernst zu Löwenstein-Wertheim-Freudenberg (1854–1931)

Furstendömets arvtagare var först den äldsta dottern Marie, sedan hennes nästa yngre syster Asta. Eftersom båda inte hade några överlevande ättlingar övergick furstliga Putbus Fideikommiss 1934 till sonen och till den tredje dottern Viktoria, Malte von Veltheim-Lottum, som med tillstånd av inrikesministern antog familjenamnet Malte von und zu Putbus den 20 oktober 1938. Han dog 1945 i koncentrationslägret Sachsenhausen.

### Bilder

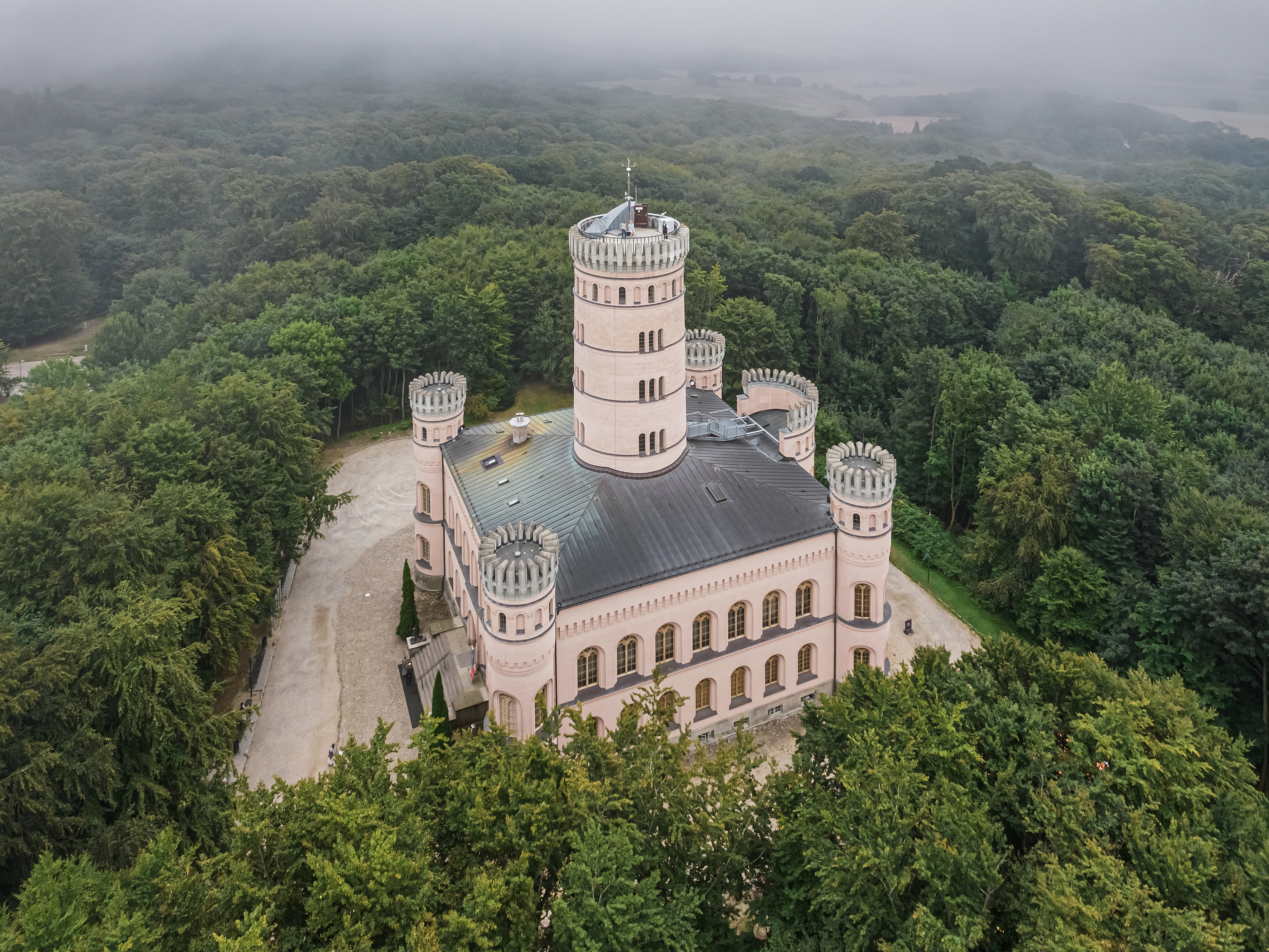
Granitz Slott på Rügen
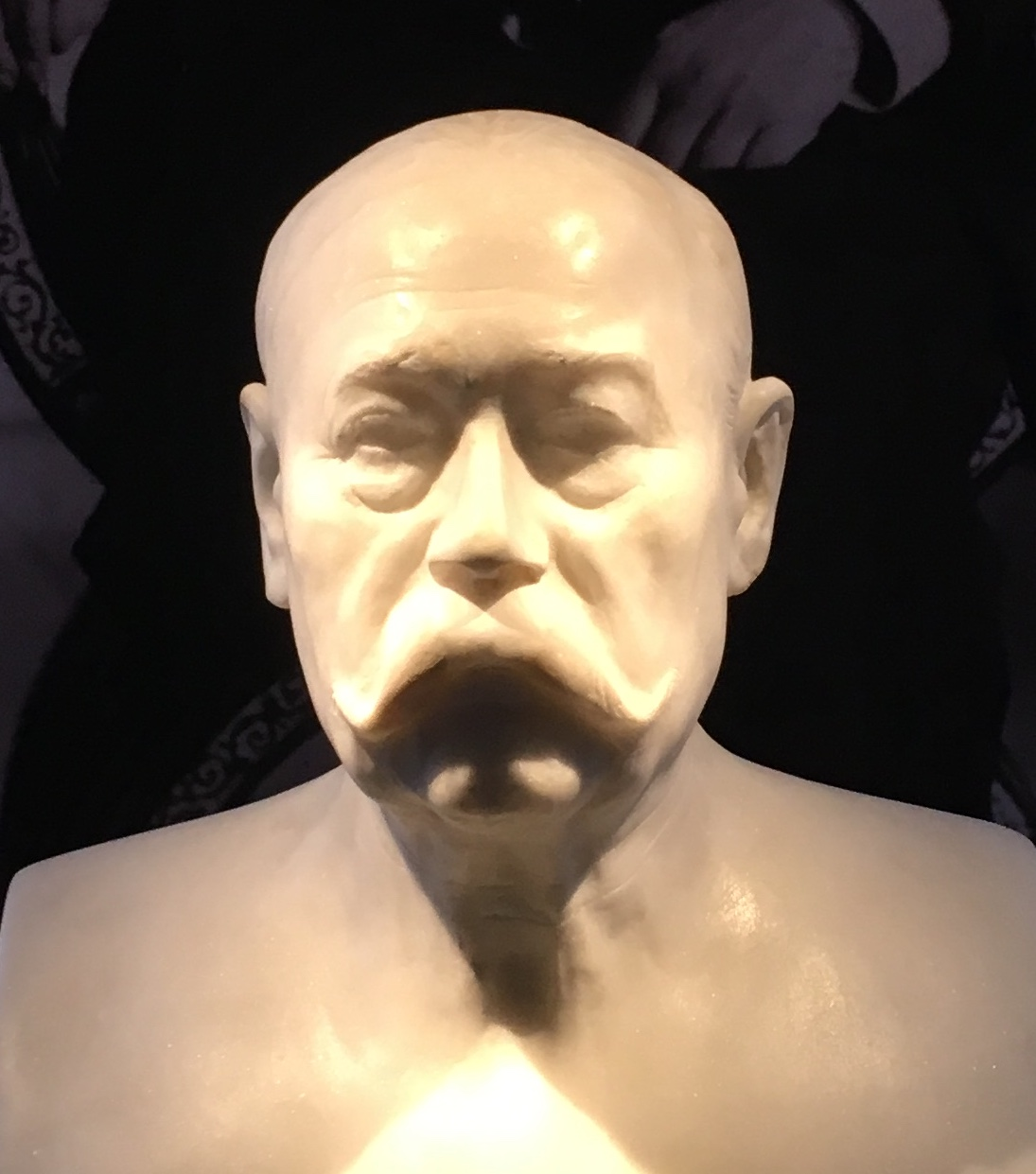
Byst av Wilhelm Malte II på Putbus Slott.
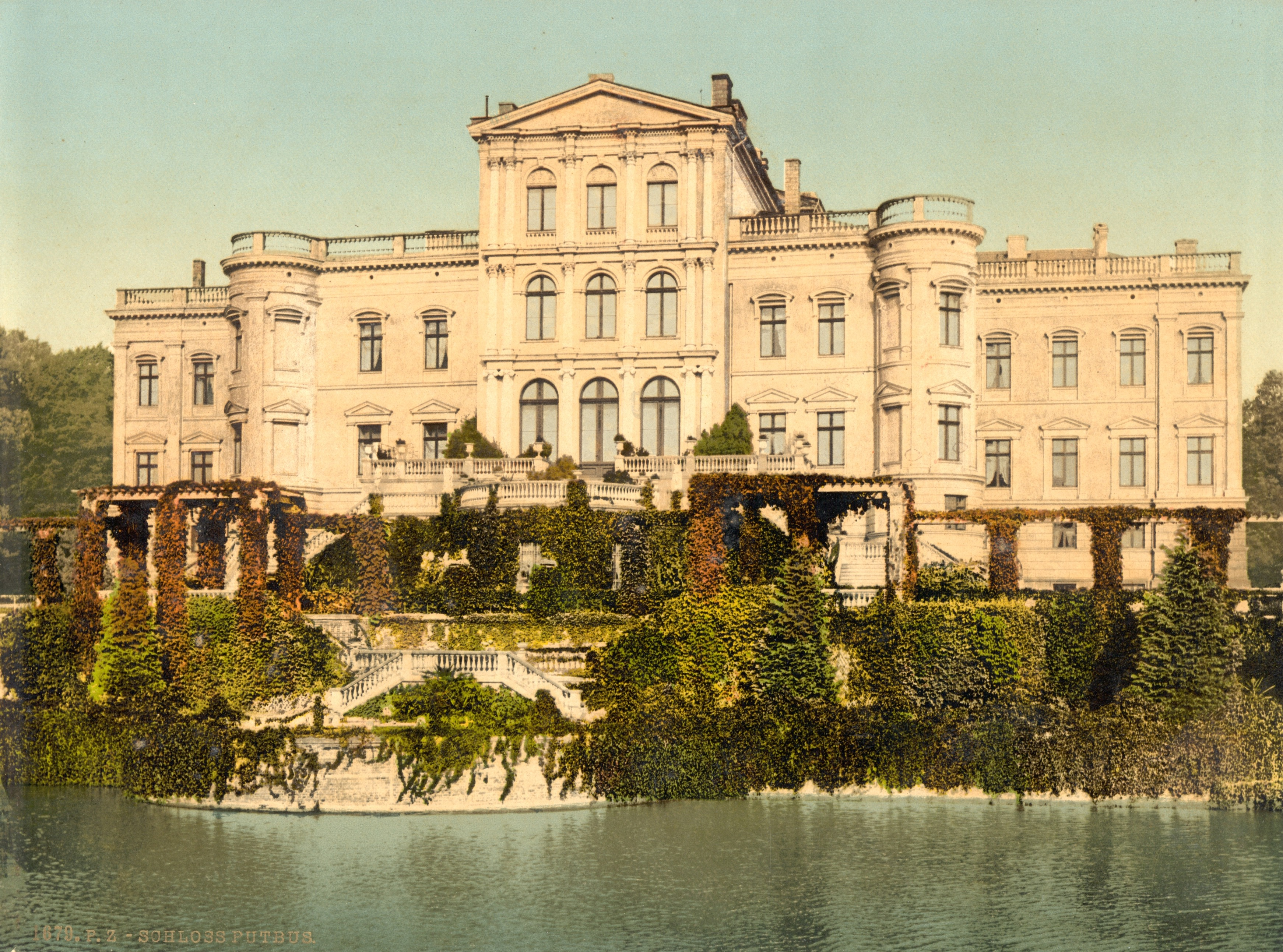
Putbus Slott på Rügen
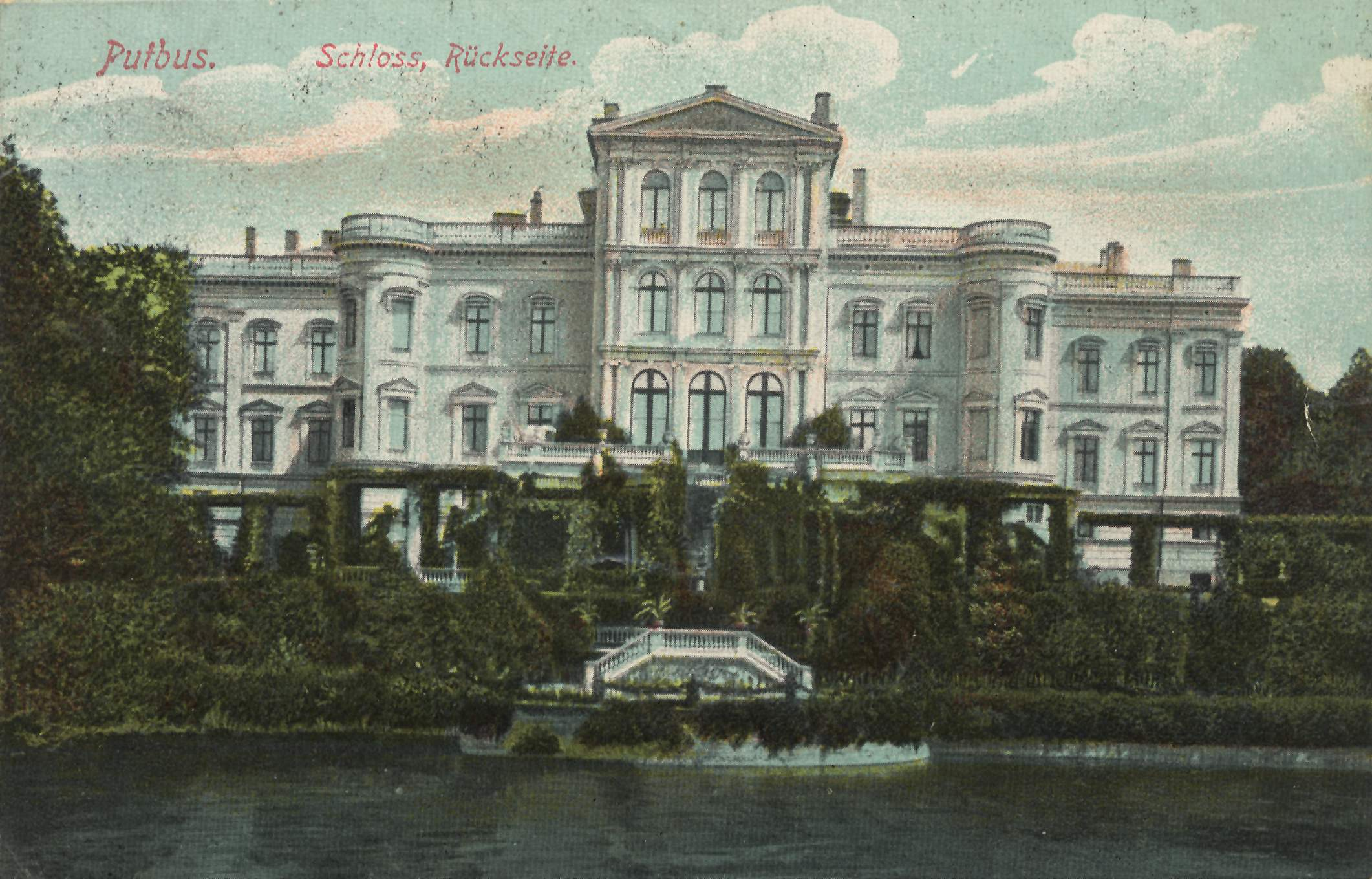
Baksidan av Putbus slott (1906)
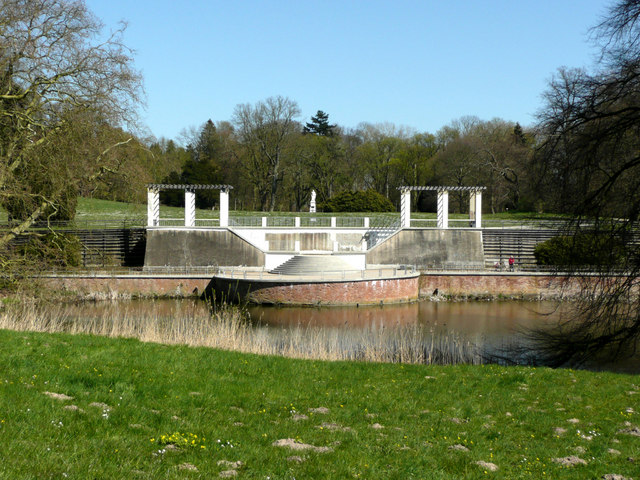
Slottets terrass vid sjön i slottsparken, 2008
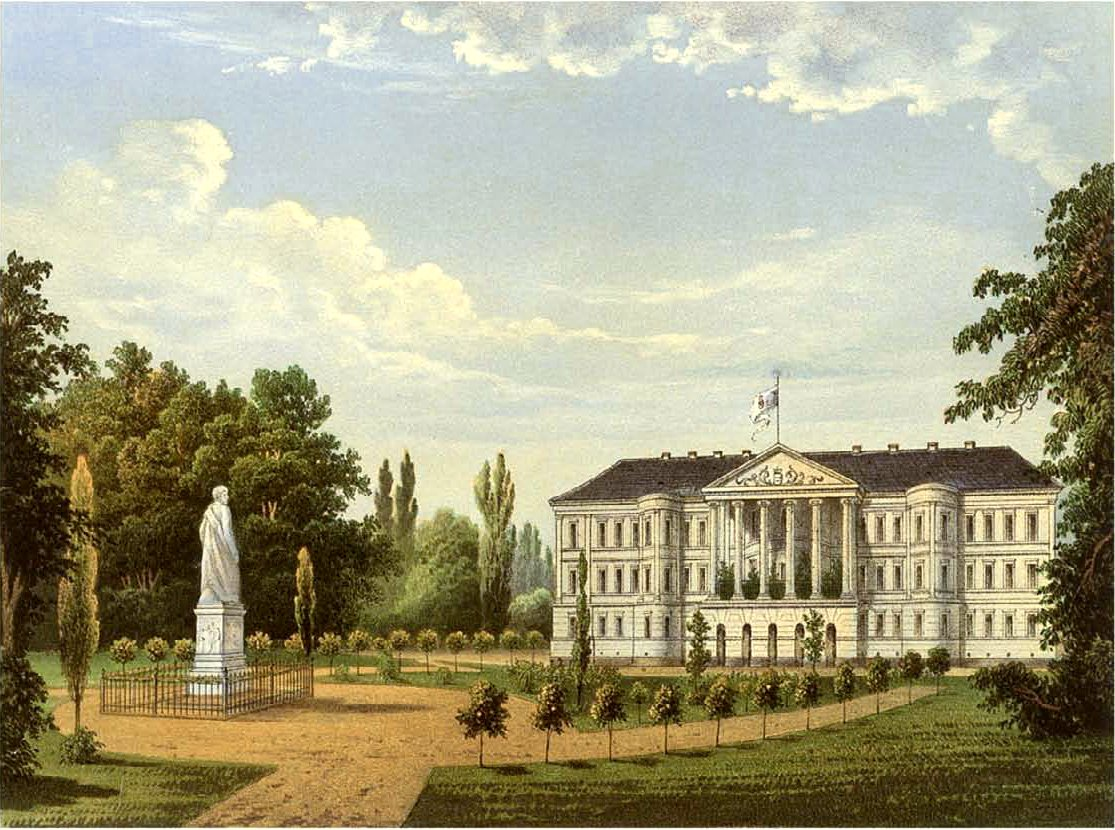
Slottet från mitten av 1800-talet (framifrån)
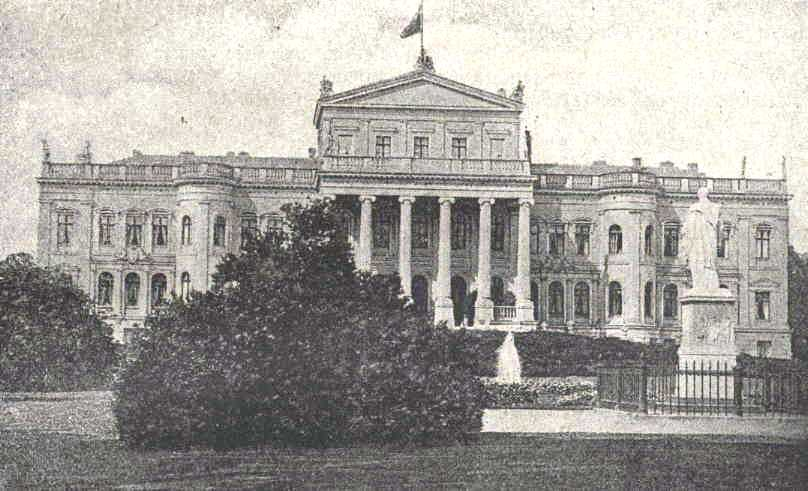
Slottet Putbus under början av 1920-talet (framifrån)
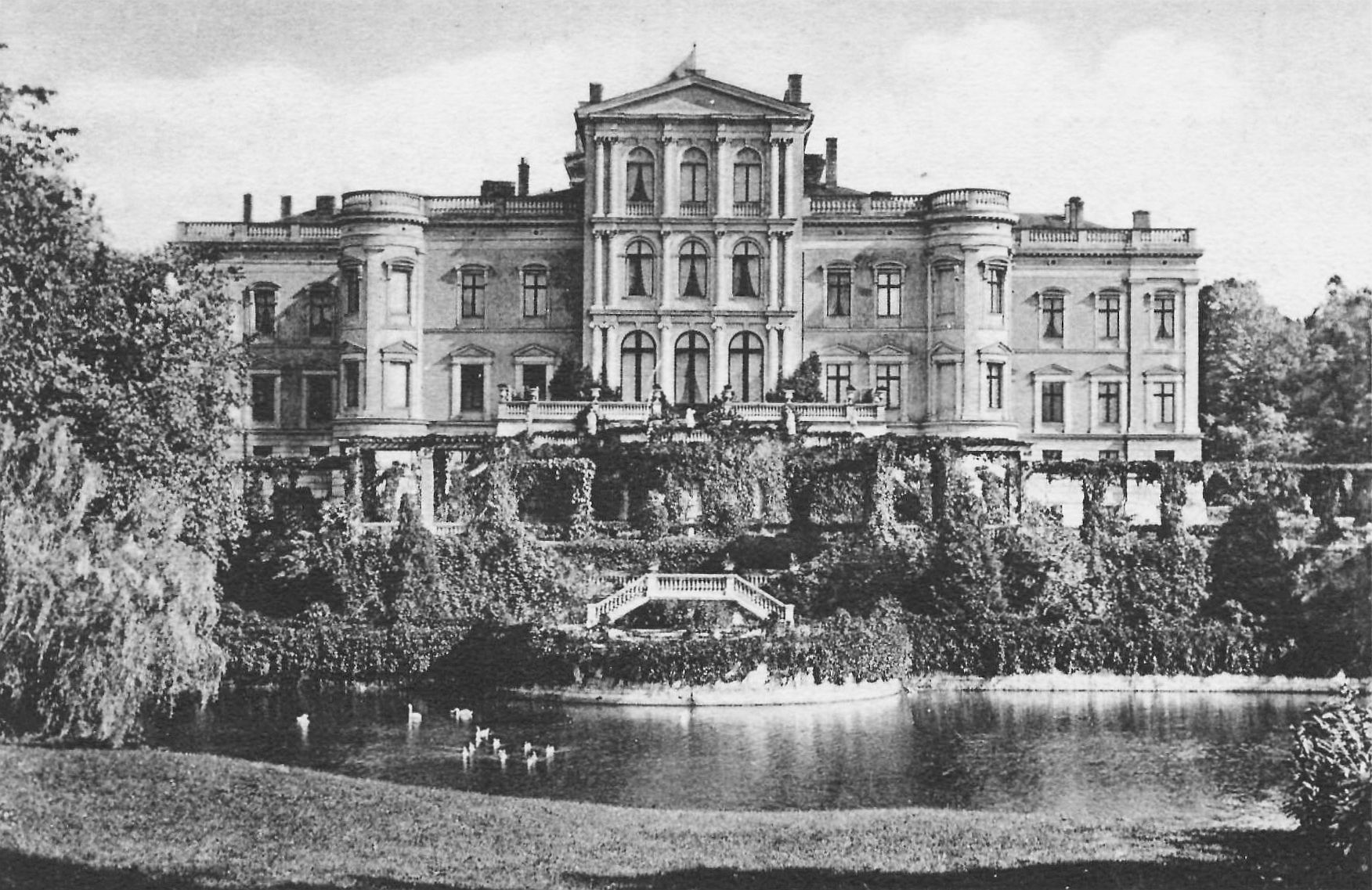
Putbus Slott 1922 (bakifrån)
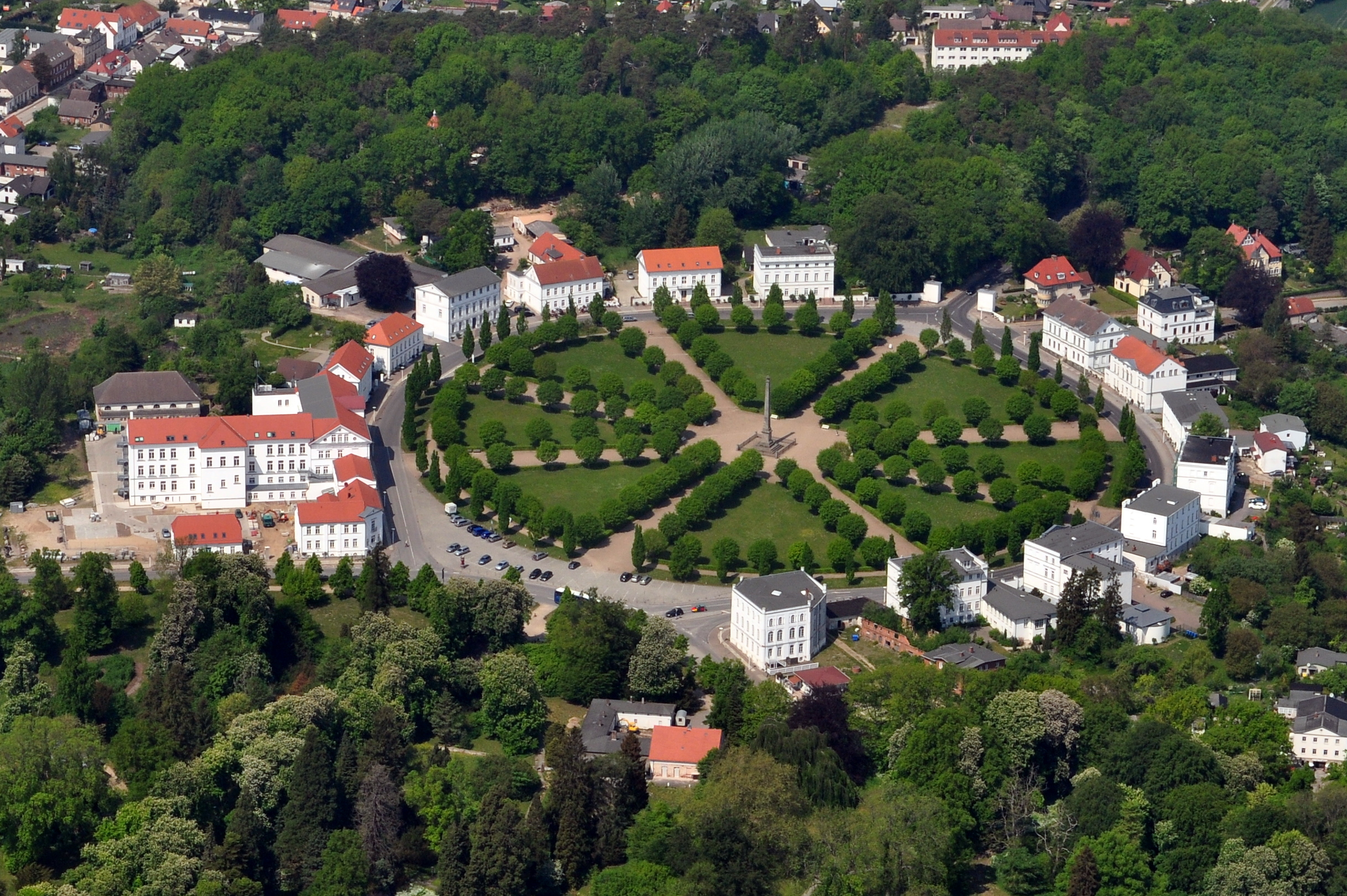
Cirkusen – hem för tjänstemän och administration

## Utmärkelser
- Storkorset av Preussiska Röda örns orden,
- Kommendör av Preussiska Kungliga Hohenzollerska husorden,
- Rättsriddare av Preussiska Johanniterorden,
- Preussiska Järnkorset av 2:e Klass (1870),
- Krigsminnesmedaljen 1870–1871,
- Krigsminnesmedaljen 1866,

### Utländska Utmärkelser
- Storkors av Mecklenburgska Vendiska kronans husorden,
- Storkors av Bayerska militärförtjänstorden,
- Kommendör av Svenska Vasaorden,
- Riddare av Württembergska Olgaorden,